# Oromia-Spezialzone um Finfinne
Die Oromia-Sonderzone um Finfinne (Oromo: Godina Addaa naannawa Finfinnee) ist eine Zone in der Region Oromia in Äthiopien, die Addis Abeba umgibt (auch bekannt als Finfine, wörtlich „natürliche Quelle“ in der Oromo-Sprache).

## Geschichte
Die Zone entstand im Jahr 2008 aus Teilen der North Shewa Zone, der East Shewa Zone, der Southwest Shewa Zone und den West Shewa Zonen. Die Zone wurde geschaffen, um die Zusammenarbeit und Entwicklung der umliegenden Gebiete von Addis Abeba zu unterstützen und die Zersiedelung der Stadt auf dem Gebiet von Oromia zu kontrollieren. Das Verwaltungszentrum dieser Zone liegt in Addis Abeba (Finfinne). Zu den Bezirken und Städten in dieser Zone gehören Akaki, Bereh, Burayu, Dubra, Holeta Town, Koye Feche, Mulo, Sebeta Hawas, Sebeta Town, Sendafa Town, Sululta, Walmara, Laga Xafo Laga Dadhi, Galaan, Sebeta Hawas und Dukem.